# قلعه رستاق
 قلعه رستاق  (به عربی: قلعة الرستاق)، یکی از قدیمی‌ترین قلعه‌های کشور پادشاهی عمان ویکی از
(نقاط دیدنی سلطنت عمان) است.
«قلعه رستاق»   برفراز   تپه‌ای  درپایهٔ کوه جبل اخضر  در حاشیه سهل باطنه در نزدیکی  شهرستان رستاق ( ولایت الرستاق ) در  استان باطنه  عمان واقع شده‌است.
این قلعه در سال ۱۲۵۰ میلادی بر روی خرابه‌های آثار برجی کهنه که از دوران ساسانیان  باقی مانده بود بنیادگذاری شده‌است. اما قلعهٔ مهیبی که هم‌اکنون  می‌بینیم و پابرجاست در سال (۱۶۲۴_ ۱۶۴۹) میلادی در دوران حکم نخستین حکمران  از دودمان (أئمة الیعاربة) ساخته شده‌است. قلعه در دو طبقهٔ فوقانی و تحتاتی بنا شده‌است  که شامل مسکن حاکم و حاشیه أش بوده‌است، و همچنین طبقهٔ زیر زمینی نیز جهت انبار مهمات ساخته بوده أند. قلعه از موقعیت بسیار عال و   سوق الجیشی برخوردار است.
«قلعه مهیب رستاق» دارای مخزن سلاح، اتاق استقبال، مسجد، زندان، بوابات متعدد و مرافق مختلف است.

## برج‌های قلعه
قلعهٔ  رستاق دارای چهار برج  بزرگ است که در مابین سال‌های ۱۴۷۷ تا ۱۹۰۶ میلادی ساخته شده‌است.
- «برج الأحمر» به ارتفاع ۱۶ متر، و قطر آن ۹ متر ونیم می‌باشد.
- «برج الریح» ارتفاعش ۱۲ متر، و قطرش نیز ۱۲ متر است. این برج توسط الإمام سیف بن سلطان الیعربی ساخته شده‌است، درون برج از تزیینات  گچبری  خواصی برخوردار است ودارای شیارهایی در بالای برج است. لازم به ذکر است که  «الإمام سیف بن سلطان الیعربی» در همین قلعه مدفون است  و قبرش در رکن غربی قلعه قرار دارد.
- «برج الشیاطین» این برج نیز توسط الإمام سیف بن سلطان الیعربی ساخته شده‌است، وی نیز بـ(قید الأرض) ملقب بوده‌است. ارتفاع این برج ۱۸ متر ونیم، و قطرش ۶ متر است، ودارای شیارهایی در اطرافش هست.
- «برج الحدیث» این  برج درعهد حکمرانی الإمام أحمد بن سعید ساخته شده‌است، ارتفاعش ۱۱  متر ونیم است، ودارای ۸ شیار مثلث مانند است.

## توپ‌ها و دروازه‌ها
در قلعهٔ  رستان ۱۰ توپ و توپخانه وجوددارد. چهار توپ در
«برج الحدیث»، سه توپ در «برج الریح»  و سه توپ دیگر در پائین قلعه قرار دارد. همچنین قلعه دارای چهار صباحات
«بوابات»  یعنی (دروازه) می‌باشد که به شرح زیر است:
- صباح الیعاربة
- صباح العلعال
- صباح الوسطی
- صباح السرحه

## نگارخانه

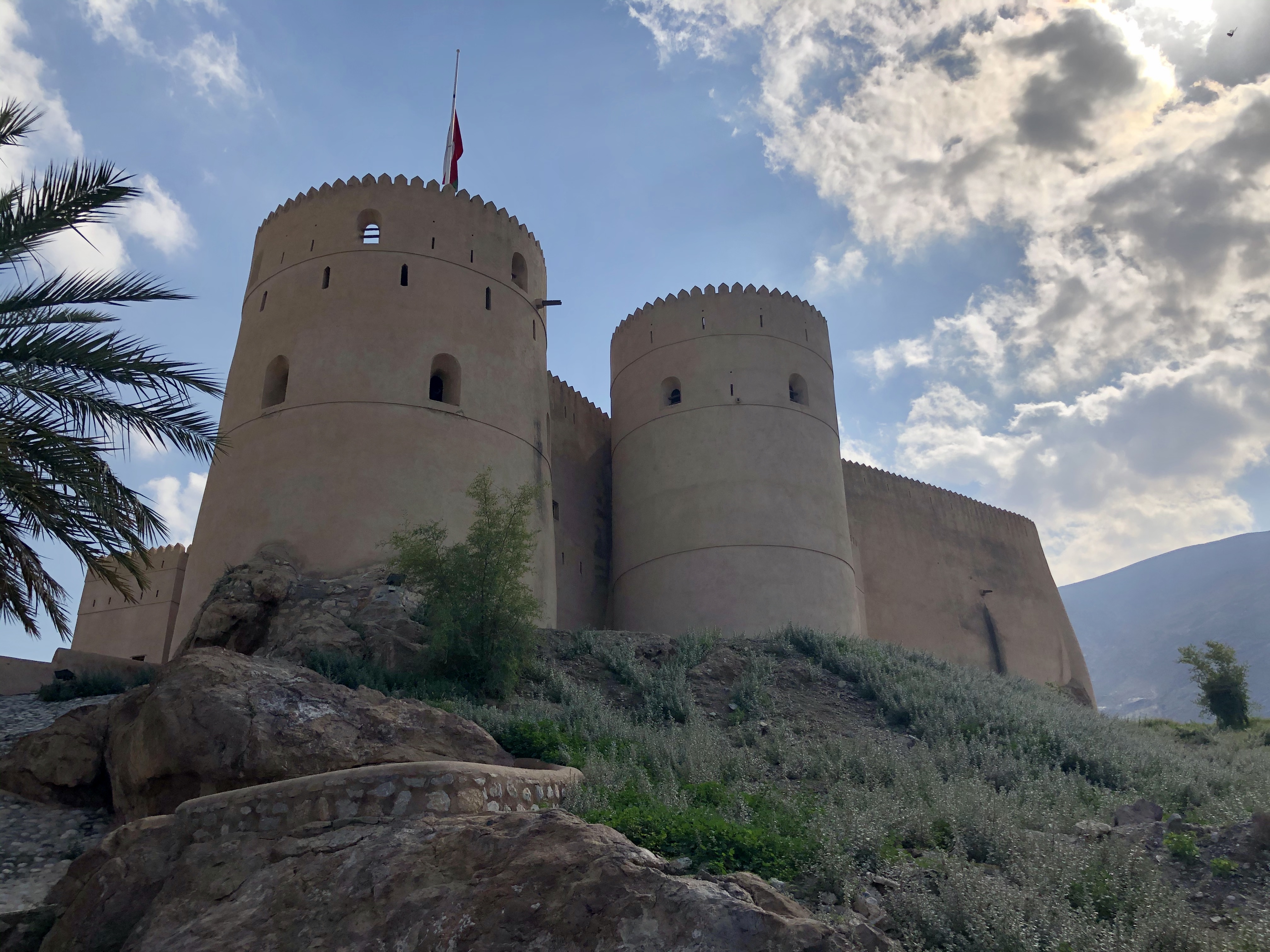
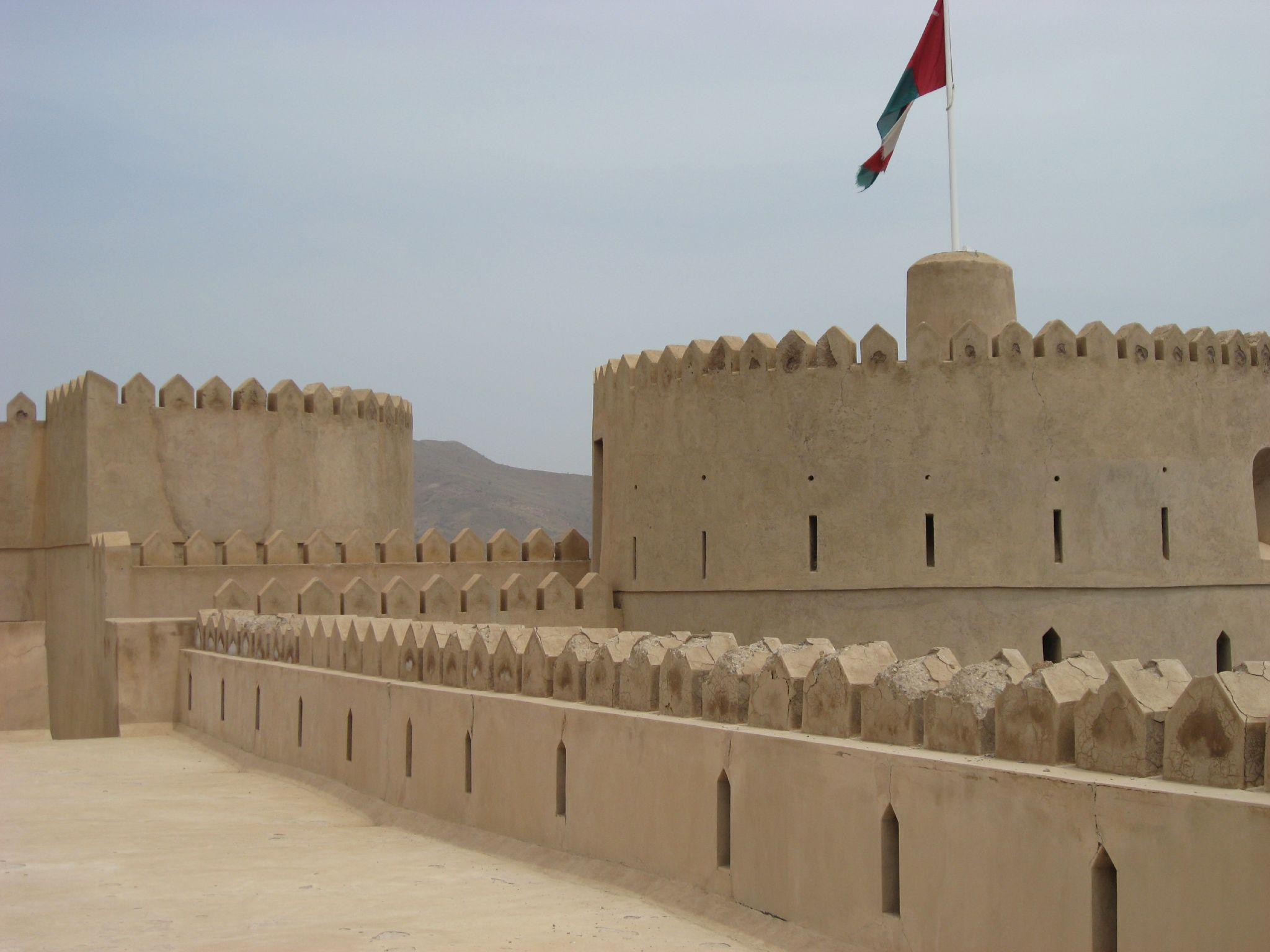
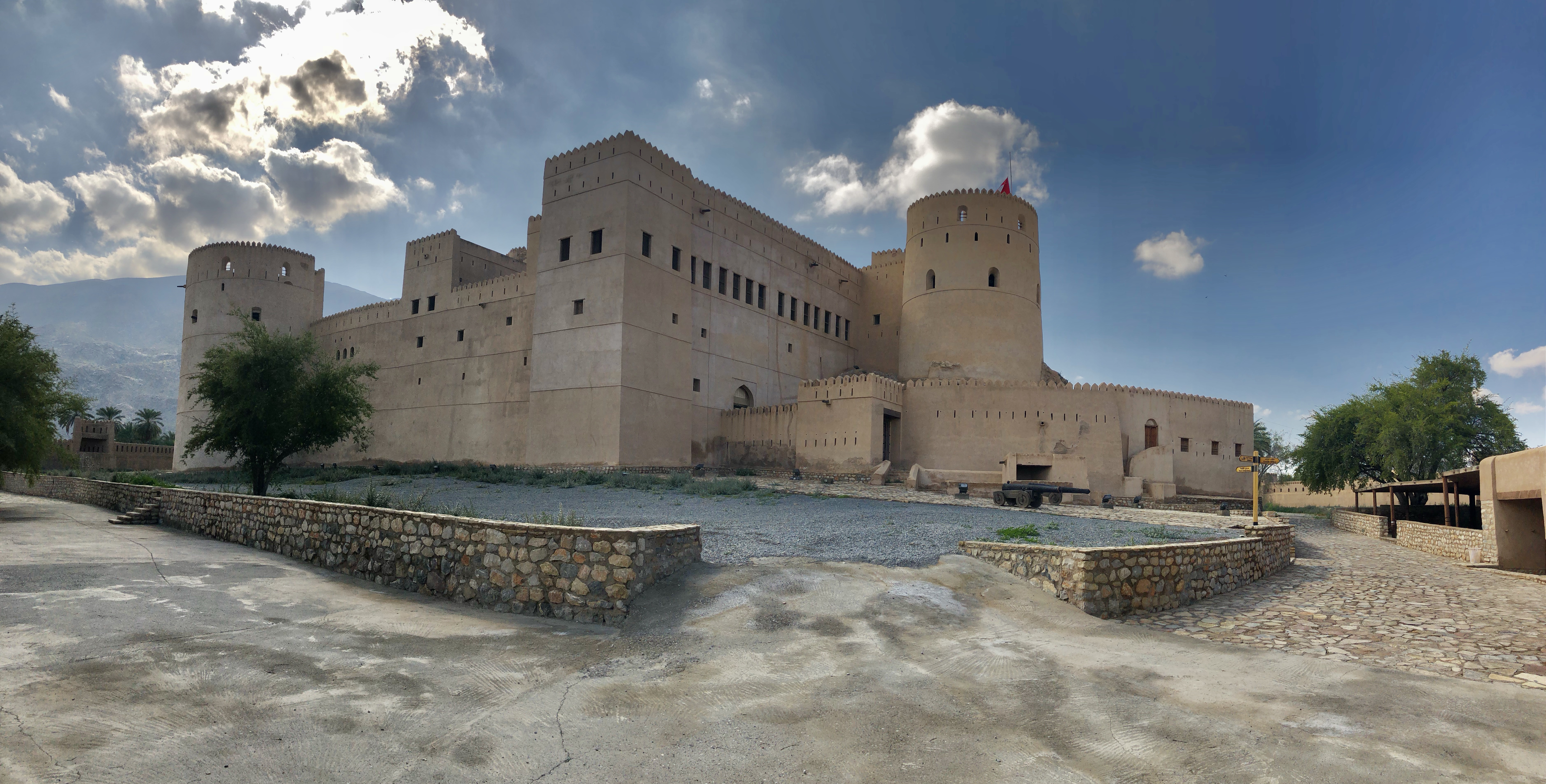
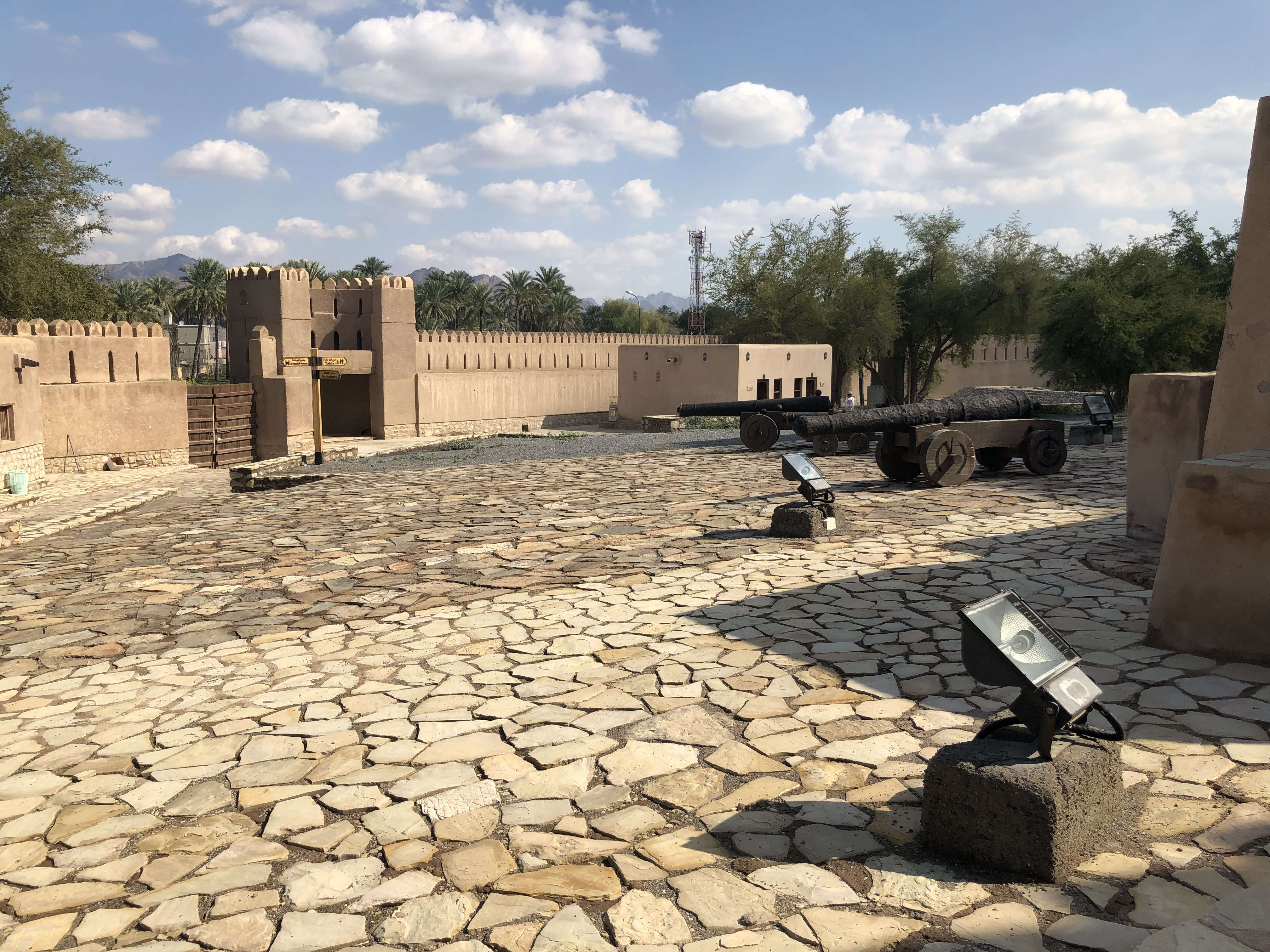
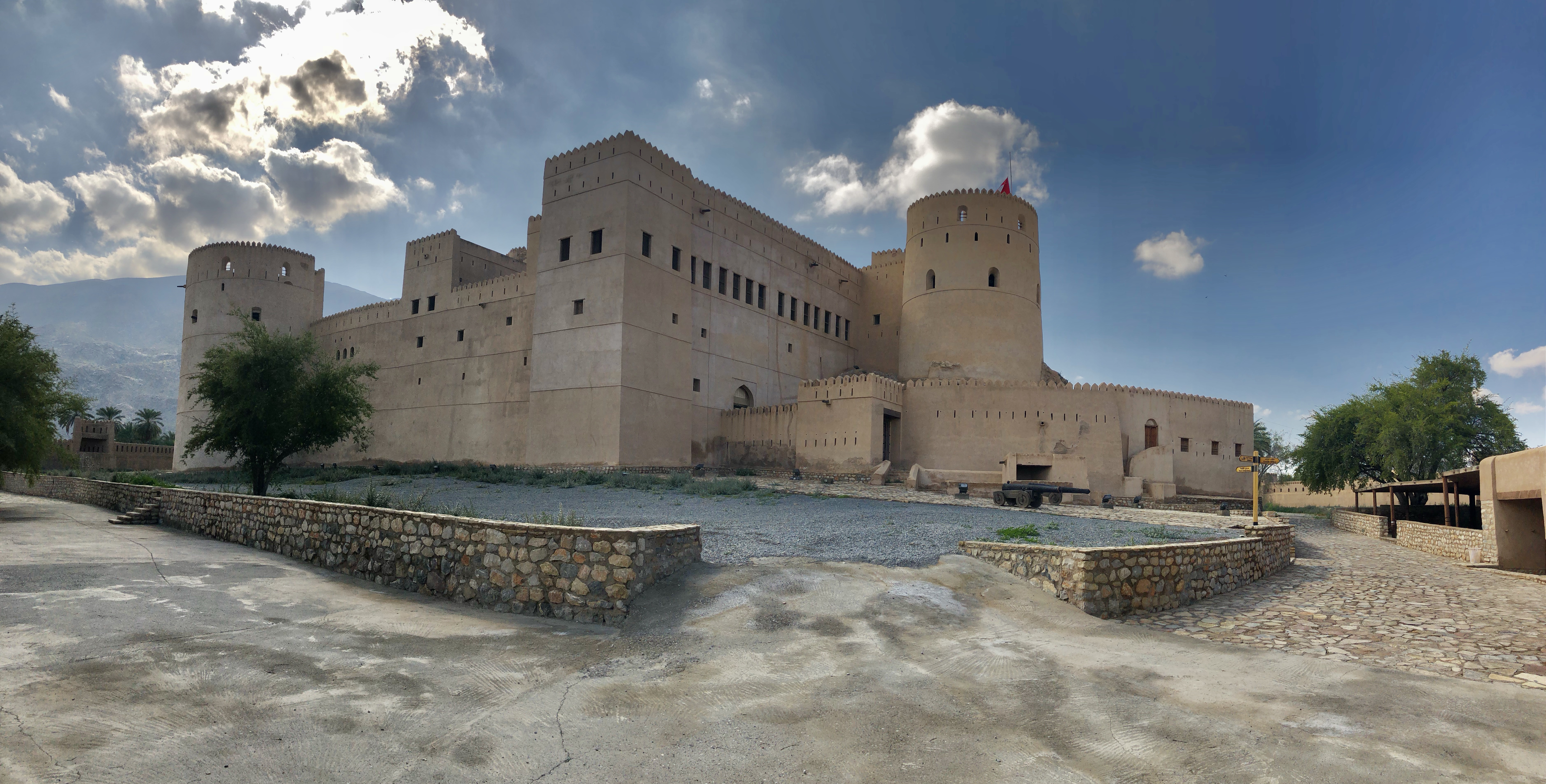
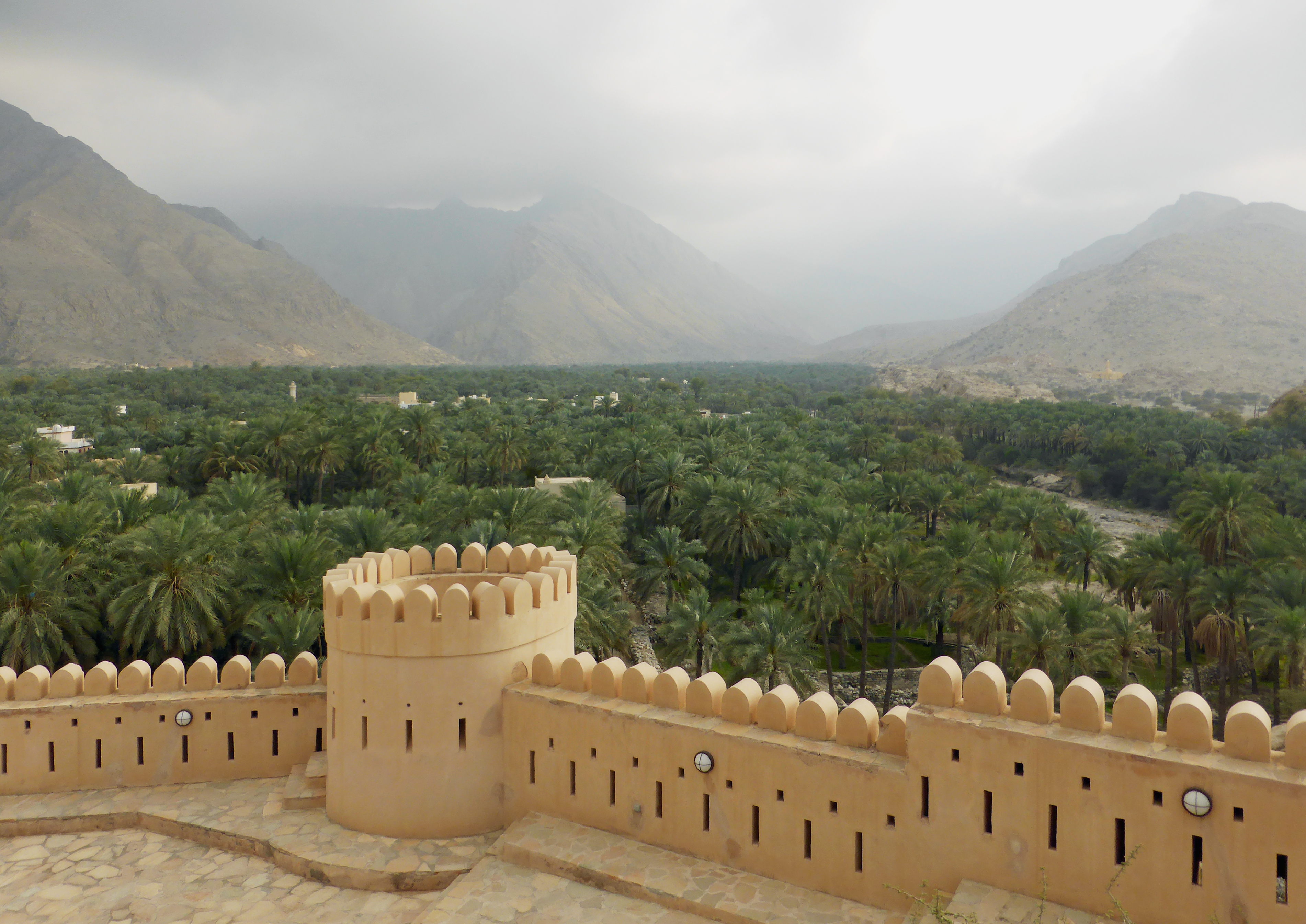
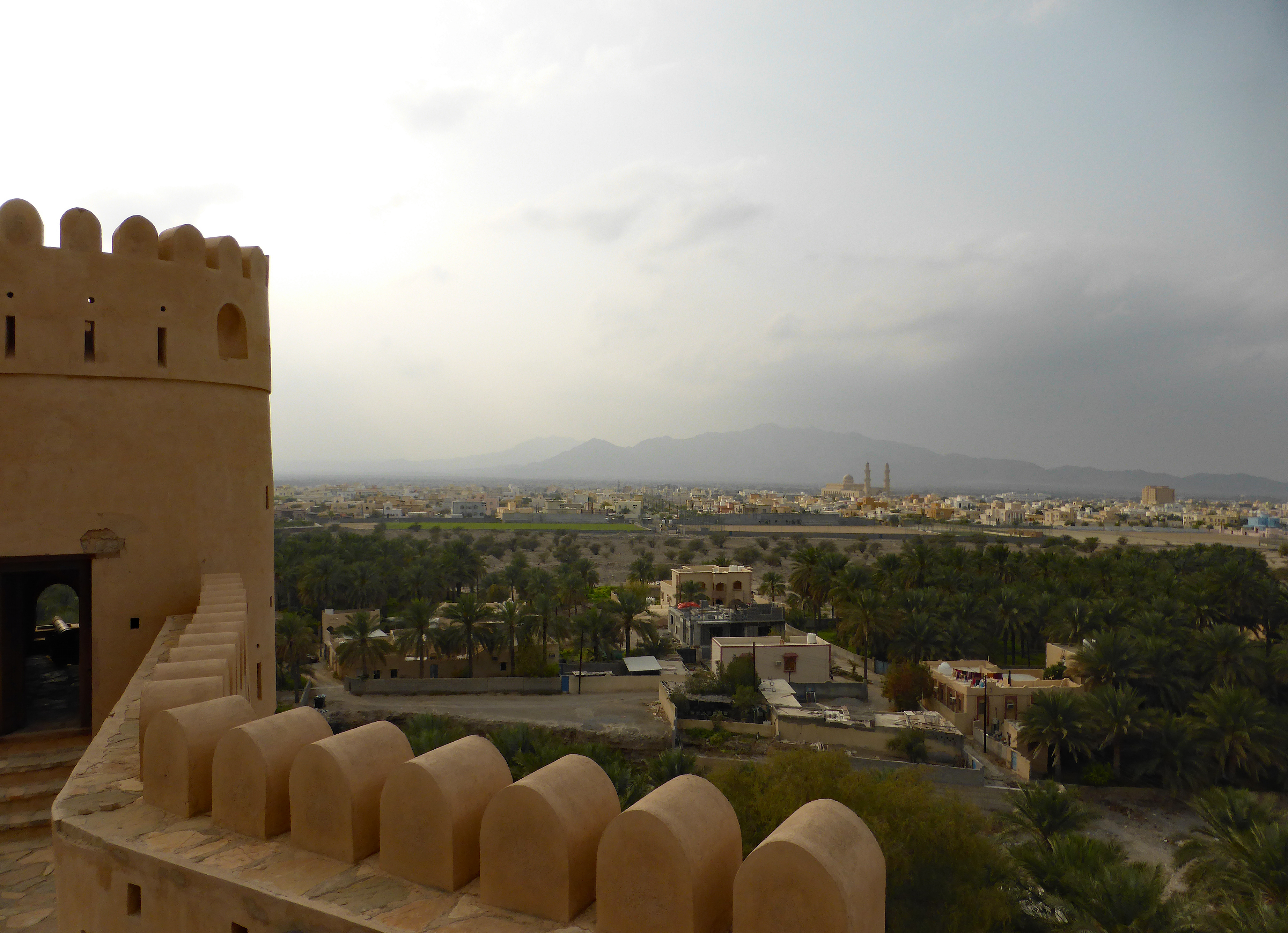
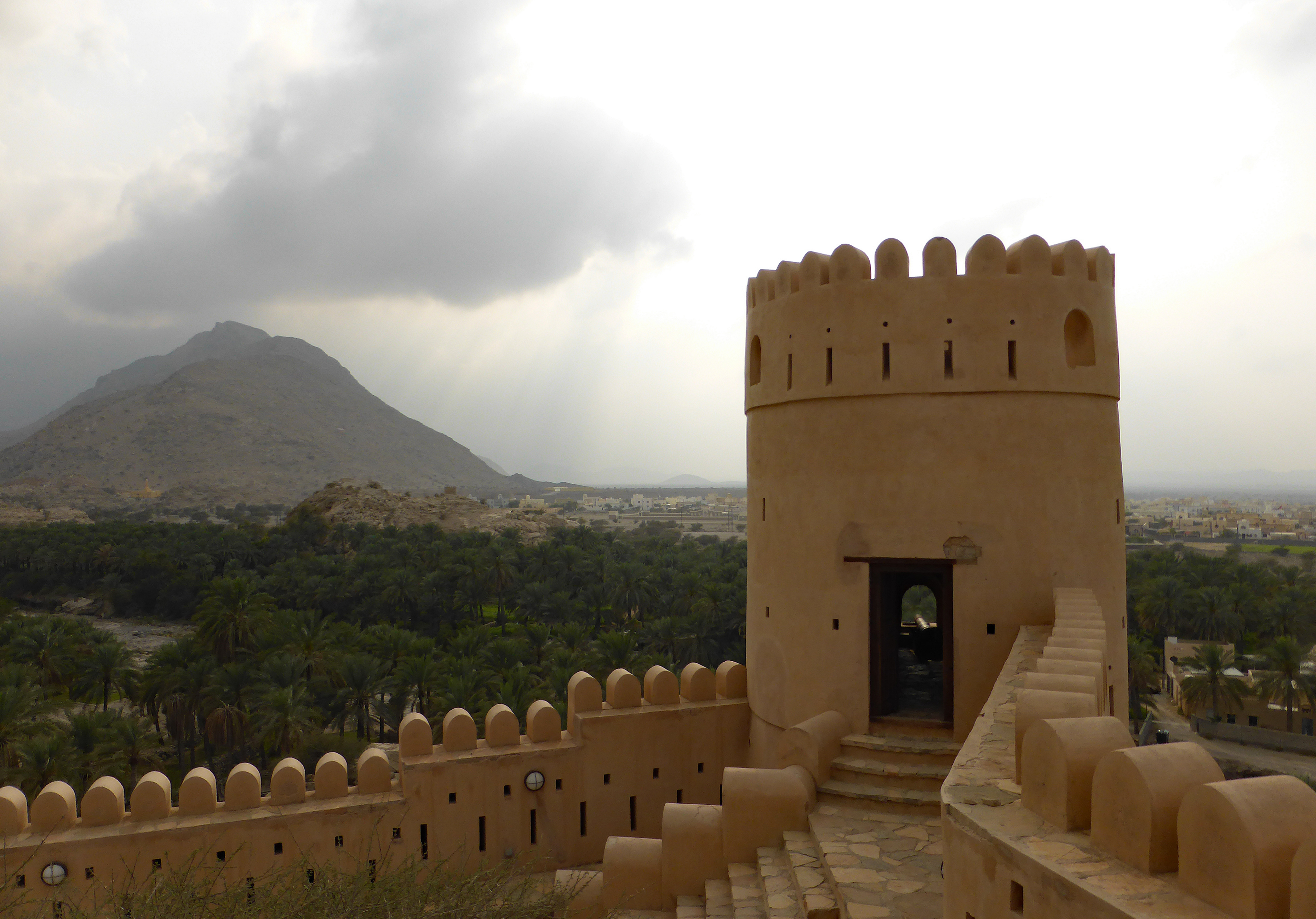
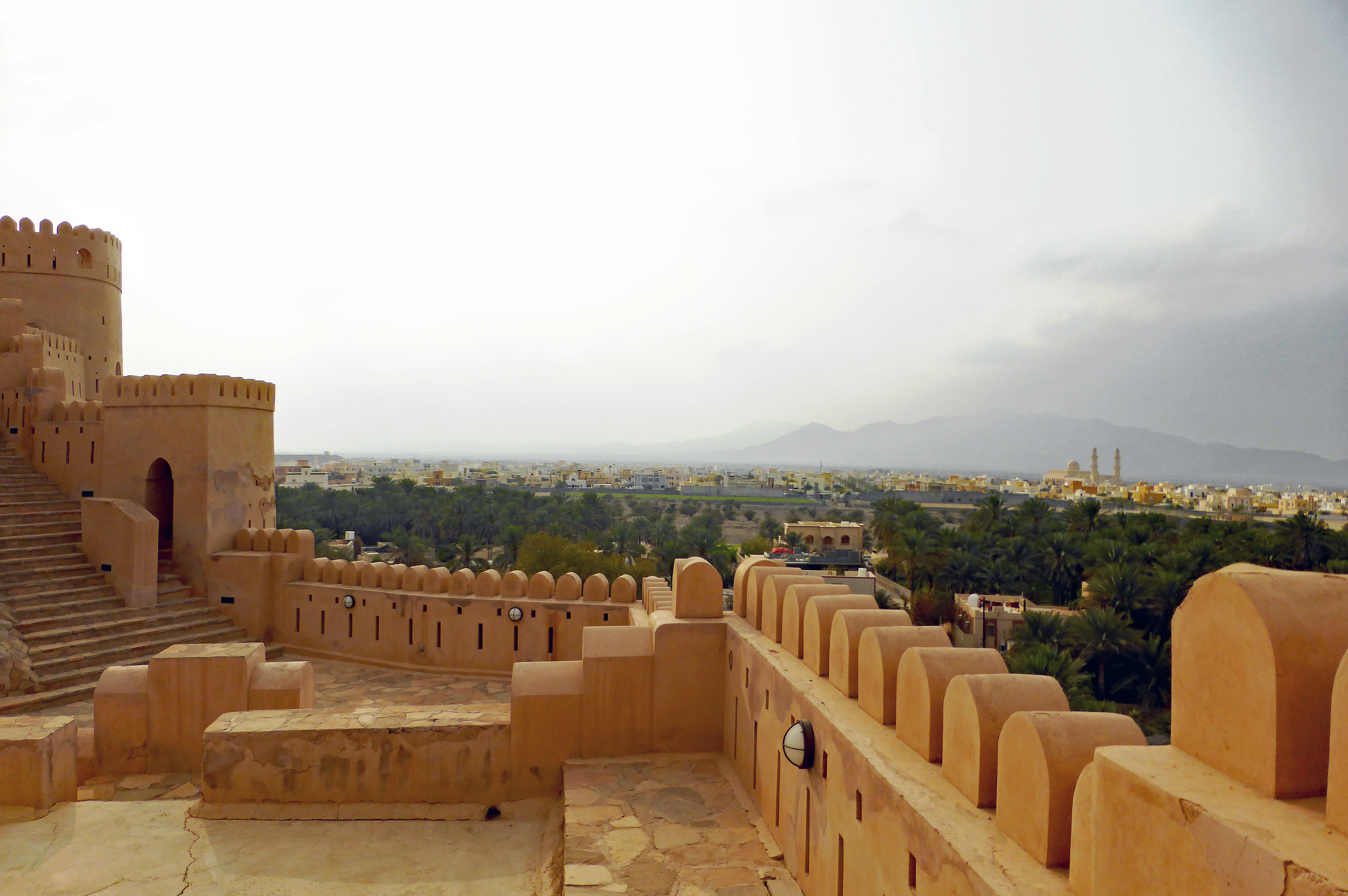
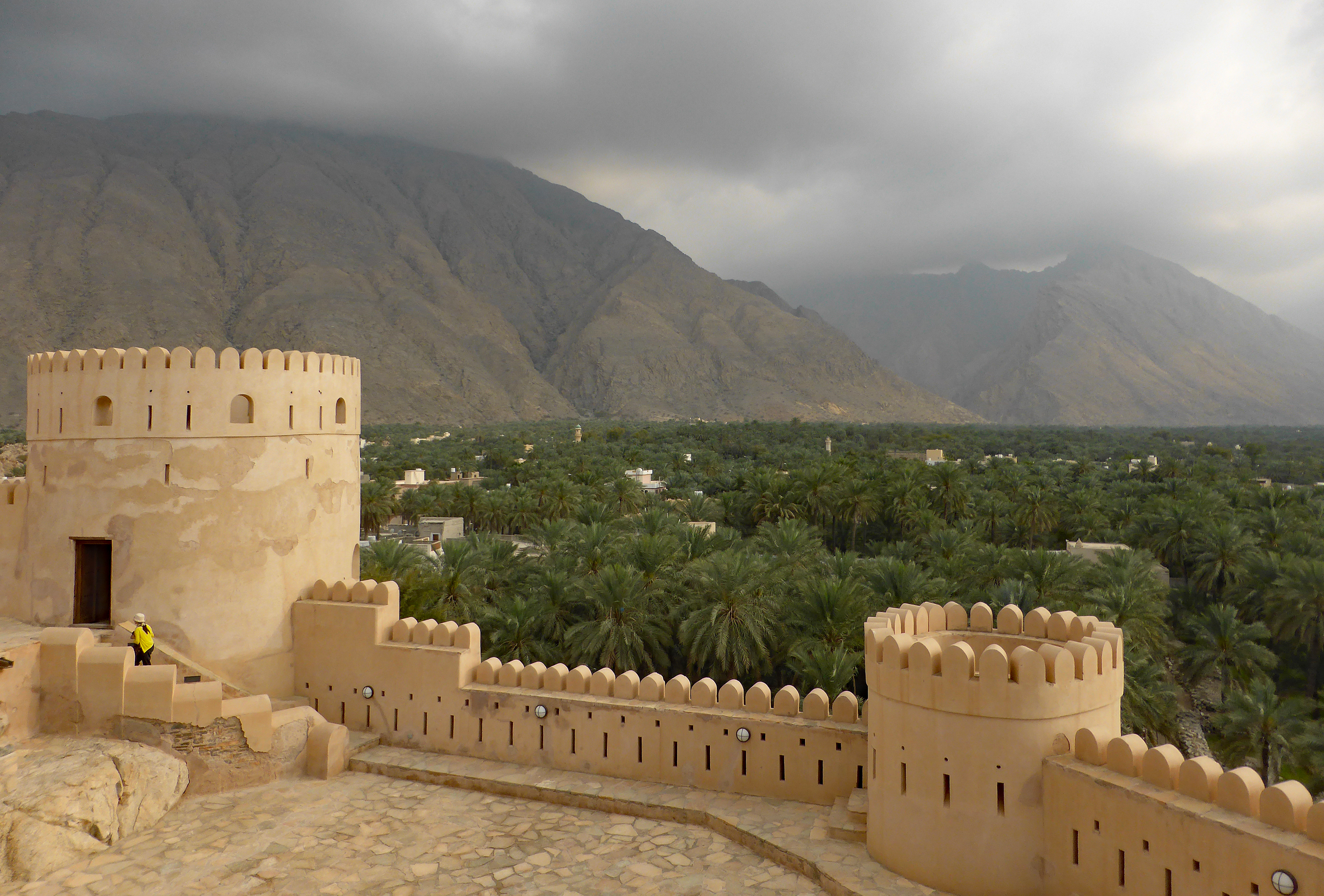